# Javier Usabiaga Arroyo
Javier Bernardo Usabiaga Arroyo (Celaya, Guanajuato; 20 de agosto de 1939-Ciudad de México, 9 de septiembre de 2018) fue un empresario agrícola y político mexicano que se desempeñó como diputado federal y secretario de Agricultura, Ganadería, Desarrollo Rural, Pesca y Alimentación entre 2000 y 2005.

## Biografía
Llevó a cabo estudios en contaduría pública en la Escuela Bancaria y Comercial en la Ciudad de México, proviene de una familia de agricultores y gran parte de su vida la ha dedicado a las actividades agrícolas. Fue conocido por el apodo de el rey del ajo por ser uno de los principales productores de este a nivel internacional; así como de brócoli.
Se incorporó a la política en 1995 al ser designado por el entonces Gobernador de Guanajuato Vicente Fox como Secretario de Desarrollo Agropecuario y Rural; cargo en el que permaneció hasta 2000 cuando se postuló como candidato a Diputado por el Distrito XII de Celaya, Guanajuato por el Partido Acción Nacional. Solo ocupó su curul dos meses debido a que el presidente Vicente Fox lo designó titular de la Secretaría de Agricultura, Ganadería, Desarrollo Rural, Pesca y Alimentación (SAGARPA) el 1 de diciembre de 2000. 
Durante su permanencia en este cargo fue de los secretarios más criticados por los medios y los partidos políticos de oposición por la falta de resultados en las políticas agropecuarias, además de tener que enfrentar numerosos conflictos campesinos por diversos intereses. Uno de los más graves fue el que lo enfrentó con los campesinos dedicado al cultivo de la caña de azúcar; conflicto en medio del cual renunció al cargo en 2005 para postularse en las elecciones primarias del PAN a la candidatura para postularse en las elecciones para gobernador de Guanajuato. Finalmente fue derrotado en la elección interna del PAN celebrada en diciembre de 2005.
Fue diputado federal por la LXI Legislatura donde se desempaña como presidente de la Comisión de Desarrollo Rural. Falleció en la Ciudad de México, el 9 de septiembre de 2018, a causa de un cáncer de laringe.